# I Wouldn't Normally Do This Kind of Thing
I Wouldn't Normally Do This Kind of Thing è un singolo del gruppo musicale britannico Pet Shop Boys, il terzo estratto dal quinto album in studio Very e pubblicato il 29 novembre 1993.

## La canzone
Differente dalla versione contenuta nell'album, la versione singola di I Wouldn't Normally Do This Kind of Thing presenta sonorità decisamente dance. Ciò è dovuto al fatto che la versione pubblicata come singolo è stata remixata dai team di produttori dance Beatmasters. Il brano ottenne un buon successo in madrepartia, posizionandosi in classifica alla posizione numero 13, e un gran successo negli Stati Uniti, dove giunse al secondo posto nella classifica dance statunitense. Il brano vendette un buon numero di copie, tanto da essere (fino ad oggi) il ventesimo singolo più venduto dei Pet Shop Boys.

## Pubblicazione
Il singolo è stato remixato da ben nove artisti selezionati (fra i quali spiccano i Beatmasters, DJ Pierre e Voxigen). Tutte le versioni furono pubblicate come b-side del singolo. Fra le b-side compaiono anche l'inedito Too Many People e remix dei brani Violence e West End Girls (entrambi presenti nell'album Please del 1986).
Il singolo fu pubblicato in diversi formati che a loro volta avevano diverse copertine: nel Regno Unito, il primo CD singolo fu pubblicato in una copertina simile alla gomma, che conteneva 2CD all'interno. Ciò fu molto simile a ciò che il duo fece per la pubblicazione di Very Relentless.
Così come per i singoli antecedenti, I Wouldn't Normally Do This Kind of Thing presentava nel videoclip i Pet Shop Boys con costumi colorati e accompagnati da grafica computerizzata (tema ricorrente della "Very-era"): Chris Lowe si presentava con una parrucca bionda e una tuta bianca-rosa, mentre Neil Tennant si presentava con una parrucca castana e una tuta nera-rosa.

## Tracce
CD singolo – parte 1 (Regno Unito)
1. I Wouldn't Normally Do This Kind of Thing – 4:45
2. I Wouldn't Normally Do This Kind of Thing (Extended Nude Mix) – 7:49
3. I Wouldn't Normally Do This Kind of Thing (Wild Pitch Mix) – 8:22
4. I Wouldn't Normally Do This Kind of Thing (Grandballroom Mix) – 6:38
5. I Wouldn't Normally Do This Kind of Thing (Wild Pitch Dub) – 7:45

CD singolo – parte 2 (Regno Unito)
1. I Wouldn't Normally Do This Kind of Thing – 3:04
2. Too Many People – 4:19
3. Violence (Haçienda Version) – 4:58
4. West End Girls (Sasha Remix) – 7:45

45 giri (Regno Unito)
- Lato A

1. I Wouldn't Normally Do This Kind of Thing – 4:45

- Lato B

1. Too Many People – 4:19

33 giri – The Remixes (Regno Unito)
- Lato A

1. I Wouldn't Normally Do This Kind of Thing (Extended Nude Mix) – 7:49
2. I Wouldn't Normally Do This Kind of Thing (Grandballroom Mix) – 6:32

- Lato B

1. West End Girls (Sasha Remix) – 7:45
2. West End Girls (Sasha Dub) – 8:16

33 giri – The DJ Pierre Remixes (Regno Unito)
- Lato A

1. I Wouldn't Normally Do This Kind of Thing (DJ Pierre Wild Pitch Mix) – 8:25
2. I Wouldn't Normally Do This Kind of Thing (DJ Pierre Wild Tribal Beats) – 3:48

- Lato B

1. I Wouldn't Normally Do This Kind of Thing (DJ Pierre Club Mix) – 7:07
2. I Wouldn't Normally Do This Kind of Thing (DJ Pierre Wild Pitch Dub) – 7:46

CD singolo (Germania)
1. I Wouldn't Normally Do This Kind of Thing (Beatmasters 7") – 4:45
2. I Wouldn't Normally Do This Kind of Thing (Extended Nude Mix) – 7:49
3. I Wouldn't Normally Do This Kind of Thing (Wild Pitch Mix) – 8:22
4. I Wouldn't Normally Do This Kind of Thing (Voxigen Mix) – 6:25

CD singolo (Stati Uniti)
1. I Wouldn't Normally Do This Kind of Thing (Album Version) – 3:04
2. I Wouldn't Normally Do This Kind of Thing (Club Mix) – 7:10
3. I Wouldn't Normally Do This Kind of Thing (Wild Pitch Mix) – 8:22
4. I Wouldn't Normally Do This Kind of Thing (Extended Nude Mix) – 7:48
5. West End Girls (Sasha Mix) – 7:45
6. Violence (Haçienda Version) – 4:58
7. Too Many People – 4:19

33 giri (Stati Uniti)
1. I Wouldn't Normally Do This Kind of Thing (Club Mix) – 7:10
2. I Wouldn't Normally Do This Kind of Thing (Grand Ballroom Dub) – 6:30
3. I Wouldn't Normally Do This Kind of Thing (Album Version) – 3:04
4. I Wouldn't Normally Do This Kind of Thing (Extended Nude Mix) – 7:48
5. West End Girls (Sasha Mix) – 7:45

## Cover
Nel 1998 Robbie Williams reinterpretò I Wouldn't Normally Do This Kind of Thing, la quale è stata inserita come b-side di Let Me Entertain You. La sua versione apparve anche in un episodio della sitcom statunitense Friends.

## Classifiche
| Classifica (1993)                 | Posizione massima |
| --------------------------------- | ----------------- |
| Australia                         | 34                |
| Austria                           | 18                |
| Germania                          | 37                |
| Paesi Bassi                       | 2                 |
| Regno Unito                       | 13                |
| Stati Uniti (hot dance club play) | 2                 |
| Svezia                            | 38                |
| Svizzera                          | 26                |